# Кирибати на Летњим олимпијским играма 2012.
Кирибати су на Летњим олимпијским играма 2012. у Лондону учествовала са троје спортиста (два мушкарца и једна жена), који су се такмичили у два спорта. Било је то треће по реду учешће ове земље на ЛОИ од пријема у МОК.
Заставу Кирибата као и прошле године на свечаном отварању Игра 27. јула носио је дизач тегова Дејвид Катаотау. Интересантно је да је Дејвид Катаотау са својих 28 година и 19 дана био најстарији учесник Кирибата на овим и свим досадашњим олимпијским играма на којима су Кирибати учествовали.
Кирибати су остали у групи земаља које до сада нису освајале олимпијске медаље.

## Учесници по дисциплинама
| Спорт         | Мушкарци | Жене | Укупно |
| ------------- | -------- | ---- | ------ |
| Атлетика      | 1        | 1    | 2      |
| Дизање тегова | 1        | 0    | 1      |
| Укупно (2)    | 2        | 1    | 3      |

## Резултати по дисциплинама

### Атлетика
Преставници Кирибата у атлетским такмичењима Ноа Такоа и Kaingaue David за учешће на Играма добили су специјалне позивнице. Обоје су оправдали свој долазак, јер су поправили личне рекорде.

### Мушкарци
| Атлетичар Лични рекорд | Дисциплина | Предтакмичење | Предтакмичење | Група            | Група            | Полуфинале       | Полуфинале       | Финале           | Финале  | Детаљи |
| Атлетичар Лични рекорд | Дисциплина | Резултат      | Место         | Резултат         | Место            | Резултат         | Место            | Резултат         | Место   | Детаљи |
| ---------------------- | ---------- | ------------- | ------------- | ---------------- | ---------------- | ---------------- | ---------------- | ---------------- | ------- | ------ |
| Ноа Такоа 11,56        | 100 м      | 11,53 ЛР      | 7 у гр. 4     | Није се пласирао | Није се пласирао | Није се пласирао | Није се пласирао | Није се пласирао | 72 / 75 | ,      |

### Жене
| Атлетичарка Лични рекорд | Дисциплина | Предтакмичење | Предтакмичење | Група             | Група             | Полуфинале        | Полуфинале        | Финале            | Финале  | Детаљи |
| Атлетичарка Лични рекорд | Дисциплина | Резултат      | Место         | Резултат          | Место             | Резултат          | Место             | Резултат          | Место   | Детаљи |
| ------------------------ | ---------- | ------------- | ------------- | ----------------- | ----------------- | ----------------- | ----------------- | ----------------- | ------- | ------ |
| Kaingaue David 13,72     | 100 м      | 13,61 ЛР      | 8 у гр. 1     | Није се пласирала | Није се пласирала | Није се пласирала | Није се пласирала | Није се пласирала | 77 / 81 | ,      |

### Дизање тегова

#### Мушкарци
| Такмичар        | Дисциплина | Трзај    | Трзај   | Избачај  | Избачај | Укупно | Пласман | Дњетаљи |
| Такмичар        | Дисциплина | Резултат | Пласман | Резултат | Пласман | Укупно | Пласман | Дњетаљи |
| --------------- | ---------- | -------- | ------- | -------- | ------- | ------ | ------- | ------- |
| Дејвид Катаотау | -94 кг     | 140      | 17      | 185      | 16      | 325    | 17 /21  |         |